# کوچولوی بندانگشتی
کوچولوی بندانگشتی، انگشت‌کوشولو، شستم‌جان، شستک یا پوسته‌کوچولو (فرانسوی: Le Petit Poucet) که در زبان انگلیسی به شکل‌های مختلفی چون Hop-o'-My-Thumb، Hop-on-My-Thumb، Little Thumbling، Little Thumb یا Little Poucet نیز شناخته می‌شود، یکی از هشت افسانه معروف شارل پرو است که برای نخستین بار در سال ۱۶۹۷ در مجموعهٔ Histoires ou contes du temps passé منتشر شد. این افسانه در رده‌بندی آرنه-تامپسون تحت شماره‌های ۳۲۷A و ۳۲۷B جای می‌گیرد.

## خلاصه داستان
پسر کوچکی به نام پوسته‌کوچولو کوچک‌ترین فرزند از هفت پسر یک خانواده فقیر هیزم‌شکن است. گرچه جثه‌ای بسیار کوچک دارد، اما از هوش و ذکاوتی بالا برخوردار است. در حالی که پدر و مادر تصمیم می‌گیرند فرزندان‌شان را به دلیل فقر در جنگل رها کنند، پوسته‌کوچولو مخفیانه به نقشه‌شان گوش می‌دهد و با برداشتن سنگ‌ریزه‌های سفید مسیر بازگشت به خانه را برای خود و برادرانش نشانه‌گذاری می‌کند.
در دفعه دوم، به‌جای سنگ، از خرده‌نان استفاده می‌کند، اما پرندگان خرده‌نان‌ها را می‌خورند و آن‌ها در جنگل گم می‌شوند. شب‌هنگام به خانه‌ای می‌رسند که متعلق به غولی آدم‌خوار است. برای نجات از گرگ‌ها ترجیح می‌دهند در خانه غول بمانند. غول آن‌ها را می‌پذیرد اما تصمیم دارد شبانه سرشان را ببرد. پوسته‌کوچولو با زیرکی، کلاه‌های خود و برادرانش را با تاج‌های دختران غول جابجا می‌کند و غول اشتباهی دخترانش را می‌کشد.
پسرها فرار می‌کنند، اما غول که متوجه اشتباهش می‌شود، «چکمه‌های هفت‌فرسنگی» جادویی‌اش را می‌پوشد و به دنبالشان می‌دود. پوسته‌کوچولو که دوباره هوشمندانه عمل می‌کند، خودش را در غاری پنهان می‌سازد، سپس چکمه‌ها را از پای غول خسته که خوابیده است، درمی‌آورد. چکمه‌ها به صورت جادویی اندازهٔ پای او می‌شوند.
او با استفاده از این چکمه‌ها به قصر شاه می‌رود، خبررسان سلطنتی می‌شود، و ثروتی به‌دست می‌آورد. در نهایت نزد خانواده‌اش بازمی‌گردد و آن‌ها با خوشبختی زندگی می‌کنند.

## تحلیل داستان
این داستان در نیمه نخست شباهت زیادی به «هانسل و گرتل» دارد، جایی که والدین ناتوان از تأمین غذا تصمیم به رها کردن فرزندان می‌گیرند. در نیمه دوم نیز تم غول و زیرکی کودک، با داستان‌هایی مانند «رولند عزیز» و افسانه‌های یونانی همچون «تزه و مینوتور» مشترک است.
در سطح روانشناختی، این داستان تمایز کودک باهوش و ساکت (پوسته‌کوچولو) را از والدین نادان یا خشن نشان می‌دهد. کودک با شجاعت و هوش خود بر خطراتی مانند گرسنگی، گرگ، و غول فائق می‌آید. استفاده از نشانه‌گذاری مسیر (سنگ‌ریزه‌ها) و پوشیدن چکمه‌های جادویی، نشانه‌هایی از رشد، استقلال، و پیروزی عقل بر قدرت فیزیکی هستند.

## اقتباس‌ها
این افسانه بارها در قالب‌های گوناگون بازآفرینی شده‌است:
- بالهٔ «زیبای خفته» اثر چایکوفسکی
- قطعهٔ «مادر غاز» اثر موریس راول
- فیلم سینمایی «Le Petit Poucet» (۲۰۰۱) به کارگردانی اولیویه داهان
- انیمیشن روسی (۱۹۳۸)
- رمان «کشش اقیانوس» اثر ژان-کلود مورلوا
- داستان کوتاه «Little Poucet» اثر استیو رزنیک تم

## تصویرگری
گوستاو دوره، تصویرگر فرانسوی قرن نوزدهم، ۱۱ تصویر برای نسخهٔ ۱۸۶۲ از افسانه‌های پرو تهیه کرد که تصاویری نمادین از سکانس‌هایی چون دزدیدن چکمه‌های غول یا نشانه‌گذاری مسیر را نشان می‌دهد. 

همچنین تصویرگران آلمانی مانند هاینریش لویتمن و الکساندر زیک نسخه‌های خاص خود را ارائه کرده‌اند.